# NK Radomlje
El Nogometni Klub Radomlje, más conocido como NK Radomlje, o simplemente Radomlje, también llamado Kalcer Radomlje por razones de patrocinio, es un club de fútbol esloveno de la ciudad Radomlje fundado en 1972 y que compite actualmente en la Segunda Liga de Eslovenia , la segunda categoría del fútbol esloveno.

## Historia
Aunque el club está situado en Radomlje desde 1934, el equipo no se estableció legalmente hasta 1972 por un grupo de trabajadores locales. El club compitió en niveles regionales y amateurs en Yugoslavia hasta la independencia de Eslovenia, cuando empezó a formar parte de la 3. SNL. Es club logró ascender a la Segunda Liga de Eslovenia en dos veces, en la temporada 1991–92 y 2010–11.

## Entrenadores
- Jože Prelogar (2007-2009)
- Robert Pevnik (2011-2012)
- Matjaz Obrstar (2012-2013)
- Robert Pevnik (2013)
- Dejan Djuranović (2013)
- Janez Zilnik (2016)
- Robert Pevnik (2017)
- Adnan Zildžović (2017)
- Nermin Bašić (2017-)

## Palmarés
- Segunda Liga de Eslovenia
  - Campeón (1): 2016

Subcampeón (1): 2014
- 3. SNL:
  - Campeón (1): 2011

Subcampeón (3): 1994, 2005, 2007